# Yolixpa
 (juillet 2021).
La Yolixpa est une boisson mexicaine née de la fusion de la phytothérapie traditionnellement utilisée par les anciens guérisseurs des hauts plateaux du nord de Puebla et de l'alcool à base de canne à sucre introduit par les Européens, lié aux cultures Nahuas et Totonaques. Elle est surtout reconnue dans les villes de Cuetzalan et Tlatlauquitepec à Puebla, bien que plusieurs des villes des hauts plateaux aient des générations de familles qui la fabriquent. Son origine est médicinale et dans les herboristeries que l'on trouve sur les marchés, il est encore utilisé à cette fin, bien qu'aujourd'hui il soit également utilisé comme boisson digestive et récréative.

## Étymologie
La traduction espagnole de yolixpa signifie « médecine du cœur », à partir des mots nahuatl yolo (« cœur ») et ixpactic (« médecine »).

## Préparation
Il n'y a pas de quantité identifiée d'herbes pour sa préparation, car les guérisseurs et les familles qui le préparent utilisent l'herboristerie qu'ils jugent nécessaire pour ajouter de la saveur ou des attributs curatifs à leur recette. Ils peuvent contenir jusqu'à 32 herbes ou plus, dont la menthe, la sauge, le thym, l'origan et la menthe poivrée. Bien qu'au début, cette boisson était utilisée pour soigner les maladies et avait un goût très amer, on peut maintenant essayer d'autres variétés sucrées qui peuvent être faites avec du miel, du piloncillo de panela et du sucre, la Yolixpa traditionnelle ne doit pas contenir d'autres arômes ajoutés bien que malheureusement certains producteurs locaux aient utilisé des arômes et des ingrédients différents. Il est donc nécessaire qu'il y ait un conseil de réglementation pour cette liqueur afin de préserver son élaboration traditionnelle.
Le processus varie d'un producteur à l'autre, mais essentiellement pour être appelé Yolixpa, il est nécessaire d'infuser la plante herbacée désirée dans de l'aguardiente de caña ou du piloncillo. Pour être appelé Yolixpa, il faut prendre au moins une infusion de mélisse, de yerba buena, d'absinthe ou hierba maestra. L'aguardiente a une longue durée de vie si elle est conservée dans un récipient hermétique, car comme tout alcool, plus la vapeur d'alcool s'échappe, plus vite elle perd son pouvoir alcoolique, et le taux d'alcool de l'aguardiente diminue jusqu'à devenir de l'eau.

## Festival
La Yolixpa est si populaire à Puebla que, depuis août 2014, elle est devenue digne d'avoir son propre festival. Ce festival rassemble plus de six mille personnes et rapporte plus de 89 millions de pesos à la ville.

## Prix
Yolixpa Teepak, une boisson de Cuetzalan del Progreso, Puebla, a remporté une médaille d'argent lors de l'édition 2019 de la San Francisco World Spirits Competition.